# Burgstall (Landkreis Börde)
布尔格斯塔尔是德国萨克森-安哈尔特州的一个市镇。总面积116.45平方公里，总人口1648人，其中男性802人，女性846人（2011年12月31日），人口密度14人/平方公里。